# Гусине озеро (Бурятія)
Гусине озеро (рос. Гусиное озеро, бур. Хүлэн нуур) — озеро у Бурятії, Росія, басейн Селенги.

## Загальна інформація
Розміщене у Гусиноозерській котловині, на висоті 550—600 м, площа поверхні — 163 км², глибина — до 28 м, площа басейну — 924 км². До озера впадають річки Загустай, Цаган-Гол, витікає річка Баян-Гол (Баїн-Гол), притока Селенги. Замерзає у жовтні, скресає у травні. В озері гніздується багато водоплавної птиці, в його водах займаються рибальством. На березі розміщуються місто Гусиноозерськ та село Гусине Озеро.

## Походження назви
Раніше на озері гніздувалася величезна кількість водоплавної птиці, особливо гусей. Буряти називають місця, де відбувалося линяння гусей та висиджування потомства, гусиними (бур. Галуута нуур). Інша бурятська назва озера — хул нуур, дослівно нога-озеро, тобто, озеро з бродом. Таку подвійну назву пояснюють наявністю у минулому двох озер — південного та північного. У 1640-х роках, через появу стоку, озера з'єдналися. В минулому столітті на берегах озера місцеві жителі займалися промислом — збирали гусячі пера, придатні для писання.